# Tuvtjärnen (Lövångers socken, Västerbotten)
Tuvtjärnen är en sjö i Skellefteå kommun i Västerbotten och ingår i Bureälvens huvudavrinningsområde.